# Горбунов Анатолій Валер'янович
Анатолій Валер'янович Горбунов або Анатолійс Ґорбуновс (латис. Anatolijs Gorbunovs; нар. 10 лютого 1942) — латвійський політичний діяч, останній Голова Президії Верховної Ради Латвійської РСР (1988—1990) і перший глава держави незалежної Латвії (до обрання президентом Ґунтіса Улманіса 1993 року).

## Біографія
Народився 10 лютого 1942 року в селі Пілда (нині — Лудзенський край, Латвія), в родині російських старообрядців.
У 1970 році закінчив Ризький політехнічний інститут (РПІ) за спеціальністю інженер-будівельник, у 1978 році — Академію суспільних наук при ЦК КПРС.
З 1959 року працював майстром-будівельником у радгоспі «Нікраце» Скрундского району Латвійської РСР, старшим техніком в інституті «Латгіпросільбуд», старшим механіком у Ризькому політехнічному інституті. Член КПРС з 1966 по 1991 рік.
З 1969 року — секретар комітету комсомолу Ризького політехнічного інституту, потім 1-й секретар Кіровського районного комітету ЛКСМ Латвії у місті Ризі. З 1974 року — завідувач промислово-транспортного відділу, секретар, потім 1-й секретар Кіровського районного комітету КП Латвії (КПЛ) у Ризі. З 1982 року — секретар Ризького міського комітету КП Латвії.
У 1984 — березні 1985 року — завідувач відділу адміністративних органів ЦК КП Латвії. З 28 березня 1985 по 25 жовтня 1988 року — секретар ЦК КПЛ з питань ідеології.
6 жовтня 1988 року призначений головою Президії Верховної Ради Латвійської РСР. У 1988 році підтримав Народний фронт Латвії, пізніше виступив за відновлення незалежності республіки.
З моменту проголошення відновлення незалежності Латвії у 1990 році і до обрання президентом Ґунтіса Улманіса у 1993 році був номінальним главою держави як голова парламенту. У 1993 році став одним із засновників партії «Латвійський шлях». Був депутатом п'ятого і сьомого сеймів Латвії від цієї партії.
У 1993—1995 роках — голова Сейму Латвії. З 1996 по 2002 роки був міністром середовища і регіонального розвитку в 3-х урядах, міністром зв'язку у 2-х урядах і недовгий час був міністром економіки Латвії. Очолював латвійську делегацію в латвійсько-російської міжурядової комісії. У 1999 році висувався в президенти.
З 2003 року — голова ДАТ «Latvijas valsts meži» («Латвійські державні ліси»).
Одружений, є син і онук.
Нагороджений орденом Трьох зірок (2005) та Пам'ятним знаком учасника барикад 1991 року.